# Scirtopaon dorsatus
Scirtopaon dorsatus är en insektsart som beskrevs av Marius Descamps och David M. Rowell 1984. Scirtopaon dorsatus ingår i släktet Scirtopaon och familjen gräshoppor. Inga underarter finns listade i Catalogue of Life.